# Észak-Pohjanmaa

Észak-Pohjanmaa fekvése Finnországon belül

Észak-Pohjanmaa régió (finnül: Pohjois-pohjanmaa, svédül: Norra Österbotten) közigazgatási egység Finnország északnyugati részén. Szomszédos Lappföld, Kainuu, Észak-Szavónia, Közép-Finnország és Közép-Pohjanmaa régiókkal. Lakosainak száma 412 197 fő, területe 37 149,23 km². Lakosainak száma 414 012 fő (2021). Közigazgatási központja Oulu (svédül Uleåborg).

Észak-Pohjanmaa régió címere

## A régió települései

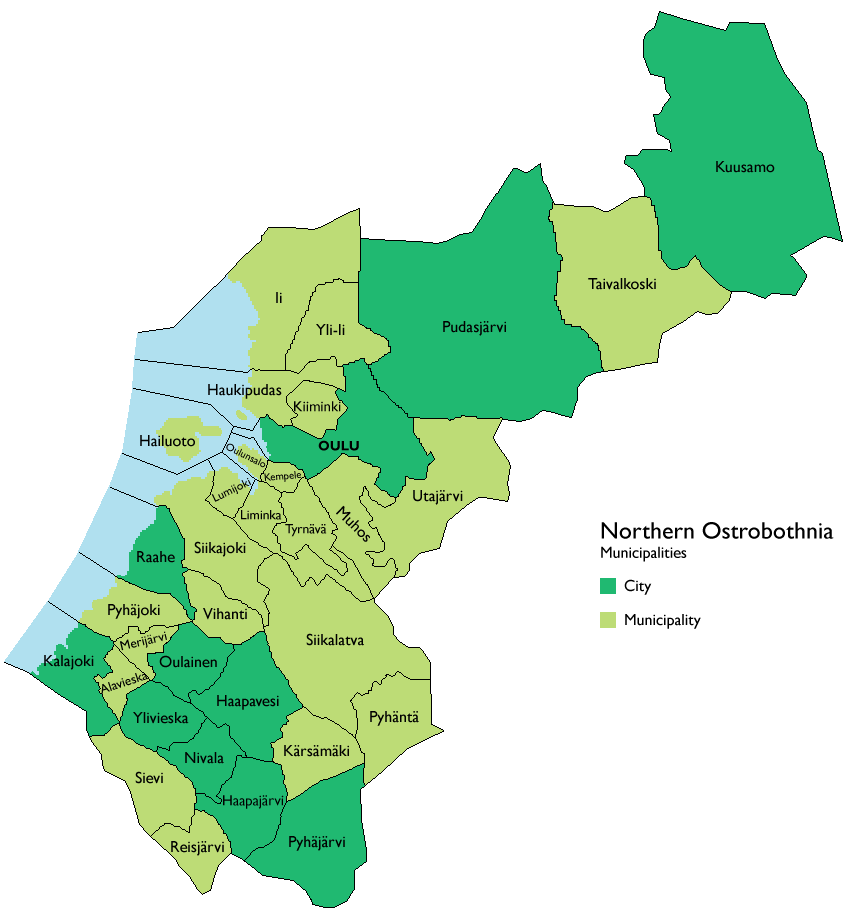
Észak-Pohjanmaa régió térképe

A régióban 34 település található.
- Alavieska
- Haapajärvi
- Haapavesi
- Hailuoto
- Ii
- Kalajoki
- Kempele
- Kuusamo
- Kärsämäki
- Liminka
- Lumijoki
- Merijärvi
- Muhos
- Nivala
- Oulainen
- Oulu
- Pudasjärvi
- Pyhäjoki
- Pyhäjärvi
- Pyhäntä
- Raahe
- Reisjärvi
- Sievi
- Siikajoki
- Siikalatva
- Taivalkoski
- Tyrnävä
- Utajärvi
- Ylivieska

## Fordítás
Ez a szócikk részben vagy egészben  a   Northern Ostrobothnia című angol Wikipédia-szócikk ezen változatának fordításán alapul.  Az eredeti cikk szerkesztőit annak laptörténete sorolja fel. Ez a jelzés csupán a megfogalmazás eredetét és a szerzői jogokat jelzi, nem szolgál a cikkben szereplő információk forrásmegjelöléseként.